# Johannes Wolf (Bürgermeister)

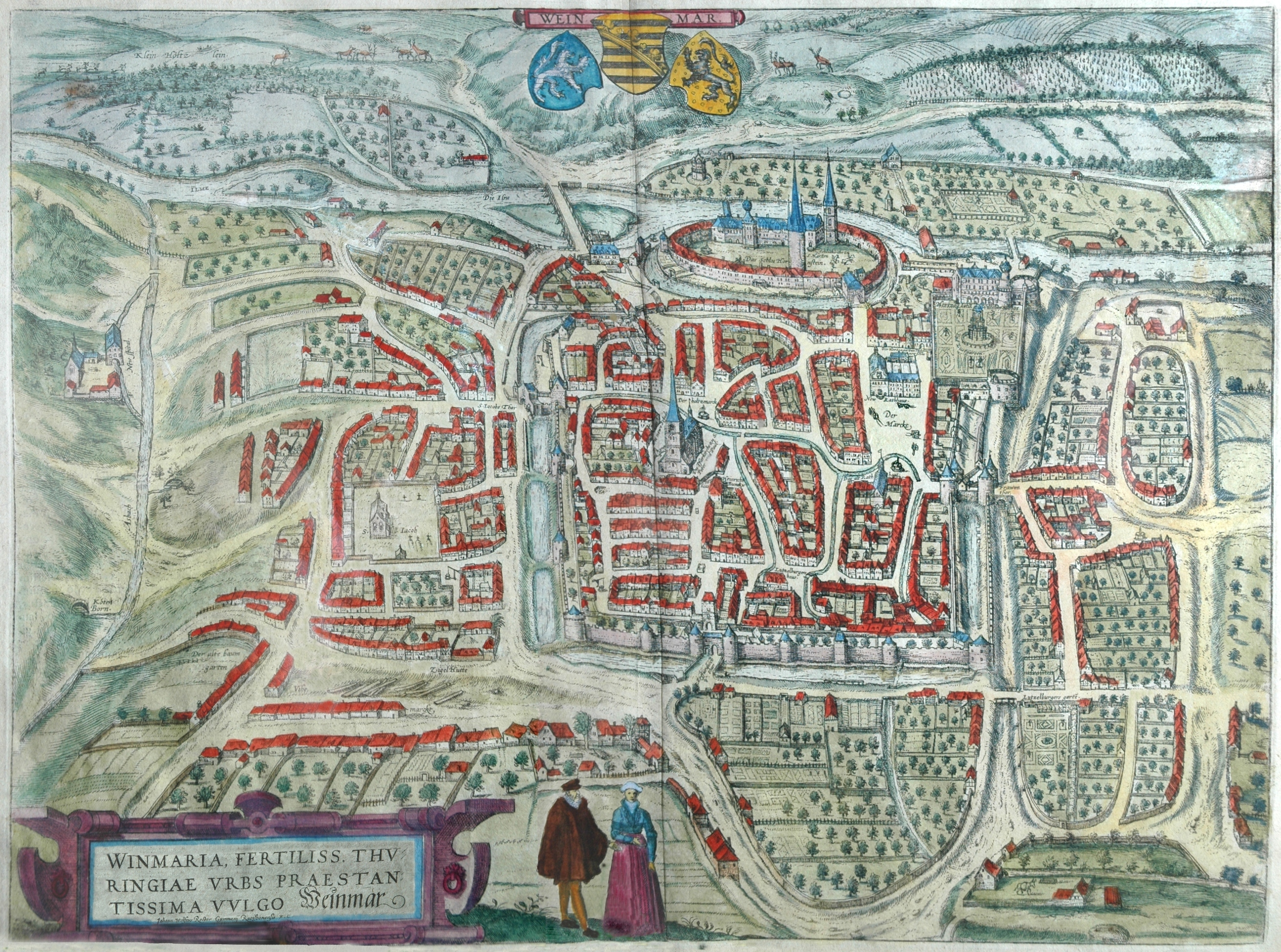
Stadtplan von Johannes Wolf 1569

Johannes Wolf (geb. um 1524; gest. 5. November 1602 in Weimar) war Schulmeister, Topograph, Geschichtsschreiber und Bürgermeister in Weimar.

## Leben
Johannes Wolf studierte in Jena und Wittenberg in den 1540er Jahren, wurde 1548 Magister. Er wurde Rektor der Stadtschule in Weimar 1555 und blieb dies bis 1573. Nach dem Einzug in ein neues Schulgebäude 1561 führte Wolf 1562 eine neue Schulordnung ein, verfasste Annalen zur Geschichte von Weimar, gibt Zeugnis über die vorreformatorischen Zustände der Stadt. Wichtiger ist sein Stadtplan von Weimar von 1569/70 aus der Vogelperspektive. Es ist die älteste Darstellung dieser Art von Weimar. Dieser colorierte Stich wurde in das Städtebuch von Georg Braun und Frans Hogenberg: Beschreibung und Contrafactur der vornembsten Staet, Band 3, Köln 1581 aufgenommen.
Er verlor als Gnesiolutheraner 1573 sein Amt als Rektor der Stadtschule in der Zeit der sächsischen Vormundschaft und ging zunächst ins Exil nach Regensburg, wurde dort Rektor am Gymnasium Poeticum und war es von 1574 bis 1586. Nach Beendigung der kursächsischen Vormundschaft und den theologischen Streitigkeiten riefen ihn der Weimarer Rat und seine Freunde zurück mit der Folge, dass er erneut Rektor der Stadtschule und 1595 schließlich Mitglied des Stadtrates wurde. Von 1595 bis 1598 war Wolf in Weimar regierender Bürgermeister.